# Metaphidippus bicavatus
Metaphidippus bicavatus là một loài nhện trong họ Salticidae.
Loài này thuộc chi Metaphidippus. Metaphidippus bicavatus được Frederick Octavius Pickard-Cambridge miêu tả năm 1901.